# Паннационализм
Паннационали́зм — группа движений, которые опираются на определённые националистические или религиозные идеологии, стремящиеся объединить представителей определённых этнических и языковых групп в одну страну. Большинство из этих этнических или языковых групп, как правило, проживают в различных странах.

## Примеры

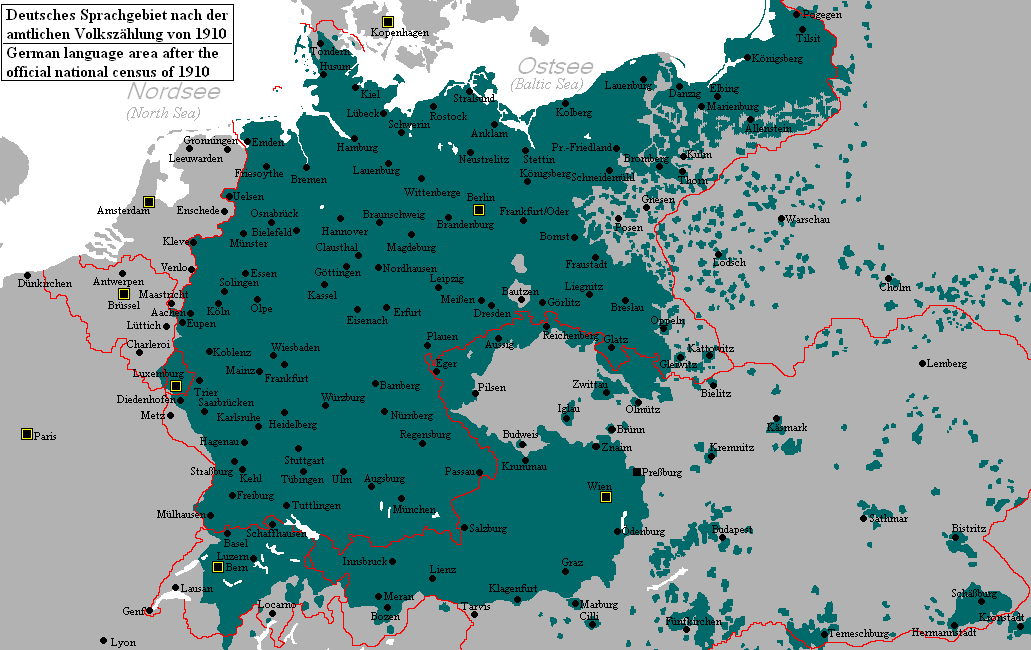
Область распространения германских языков в 1910—1911 годах, границы германского государства обозначены красным. Пангерманисты хотели объединить большую часть зелёной зоны в единое германское национальное государство.

### Этнографические
- Панарабизм
- Пангерманизм
  - Паннидерландизм
  - Скандинавизм
- Панславизм
  - Югославизм
  - Чехословакизм
  - Пансербизм
  - Триединый русский народ
- Панкавкасизм
- Паниранизм
- Ассирианизм
- Туранизм
- Панкельтизм
- Панмонголизм
- Пантюркизм
- Пансомализм
- Иллиризм
- Панэллинизм
- Панлатинизм
  - Панрумынизм
  - Панкаталонизм
  - Иберизм
- Пансемитизм
- Паналбанизм
- Пан-финно-угризм
- Панкавкасизм

### Континентальные
- Панафриканизм
- Панамериканизм
- Паназиатизм
- Панъевропеизм
- Панокеанизм[англ.]

### Религиозные
- Панисламизм
- Панхристианство

### Расовые
- Белый национализм
- Чёрный национализм